# Из историје политичких доктрина
Из историје политичких доктрина је двотомна књига Слободана Јовановића из 1935. године, објављена у издању Издавачког и књижарског предузећа Геца Кон а.д. из Кнез Михаилове улице бр. 12 у Београду. Књига представља збирку различитих историјско-политиколошких студија и различитим политичким мислиоцима и њиховим идејама.

## О аутору
Слободан Јовановић (1869-1958) је био српски и југословенски правник и историчар, доктор правних наука, професор и декан Правног факултета Универзитета у Београду, ректор Универзитета у Београду, председник Српске краљевске академије, председник Министарског савета Краљевине Југославије, оснивач и председник Српског културног клуба. Сматра се најзначајнијим домаћим правним теоретичарем и писцем. Његова дела су, иако фундаментална у области опште правне теорије и теорије државе, дуго била скрајнута у времену комунистичке Југославије, будући да је Јовановић током Другог светског рата био председник југословенске краљевске владе у емиграцији и да је у одсуству осуђен на Београдском процесу 1946. године.

## Опис
Књига је први пут објављена 1935. године у два тома и обухватала је различите историјско-политиколошке студије, настајале у различито доба и међусобно неповезане. Први том је обухватао студије о старогрчком филозофу Платону (његовом добу, Држави и Законима), ренесансном италијанском политичком филозофу Николу Макијавелију, те британском државнику и политичком теоретичару Едмунду Берку.
У другом тому, објављена је расправа о Карлу Марксу и марксизму, коју је Јовановић припремио као материјал за предавања на докторском течају Правног факултета Универзитета у Београду, током школске 1932/33. године. Потом, дате су и краће студије о Бенжамену Констану, Хансу Келзену, др Леониду Питамицу, као и Вајмарском уставу и хитлеризму.

## Издања
Књига је први пут објављена 1935. године у издању Издавачког и књижарског предузећа Геца Кон а.д. из Кнез Михаилове улице бр. 12 у Београду. Поново се појавила тек 1990. године у оквиру првог издања сабраних дела Слободана Јовановића у 12 томова, које су заједнички издали Београдски издавачко-графички завод (БИГЗ), Југославија Публик и Српска књижевна задруга. Приређивач издања је био историчар др Радован Самарџић, редовни члан Српске академије наука и уметности, директор Балканолошког института и председник Српске књижевне задруге.
Издавачко предузеће Просвета је 2005. године објавило библиофилско издање сабраних дела Слободана Јовановића у 17 томова.